# Apanteles anatole
Apanteles anatole är en stekelart som beskrevs av Nixon 1965. Apanteles anatole ingår i släktet Apanteles och familjen bracksteklar. Inga underarter finns listade i Catalogue of Life.